# Bánh bông lan
Bánh bông lan (tiếng Anh: sponge cake) là một loại bánh ngọt nhẹ giống như bông, được làm từ trứng, bột mì và đường, có thể có thêm bột nở. Bánh xuất hiện từ thời Phục Hưng, được cho là có nguồn gốc ở Tây Ban Nha và là  một trong những loại bánh không ủ men đầu tiên được sáng tạo ra. Công thức làm bánh bằng tiếng Anh đầu tiên được xác nhận là trong một cuốn sách của nhà thơ người Anh Gervase Markham, mang tên The English Huswife, Containing the Inward and Outward Virtues Which Ought to Be in a Complete Woman (1615). Tuy nhiên, bản hướng dẫn này cho ra thành phẩm giống bánh quy giòn (cracker) hơn là bông lan.
Từ khoảng giữa thế kỷ 18, thợ làm bánh bắt đầu bổ sung trứng vào bột bánh để tạo độ nở, kỹ thuật này về sau trở thành tiền đề cho bánh bông lan hiện đại. Năm 1843, nhà sản xuất thực phẩm người Anh Alfred Bird phát minh ra bột nở kiểu Victoria có chứa bơ, dẫn đến sự ra đời của phiên bản "bánh bông lan Victoria". 
Ngoài kiểu cơ bản, bánh bông lan hiện có nhiều biến thể với các công thức và hương vị khác nhau, có một số kiểu bánh không dùng lòng đỏ trứng, ví dụ như bánh thiên thần.

## Chế biến
Dưới đây là cách làm bánh kiểu cơ bản với lò nướng:
- Trước khi làm bánh, đặt lò nướng ở nhiệt độ 170°C, bôi mỡ và bột mì vào khay nướng
- Rán chảy bơ, cho vào đánh đều với sữa, có thể thêm vani để tăng hương vị
- Đánh trứng và đường với nhau cho đến khi hỗn hợp sánh lại và có màu vàng nhạt
- Nhào bột mì, bột nở và muối
- Từ từ thêm bột trên vào trứng đã đánh, xen kẽ với hỗn hợp sữa, tiếp tục đánh đều
- Đổ bột bánh vào khay và nướng trong 25-30 phút, dùng nguội